# ورزشگاه ولینگ ایسلند

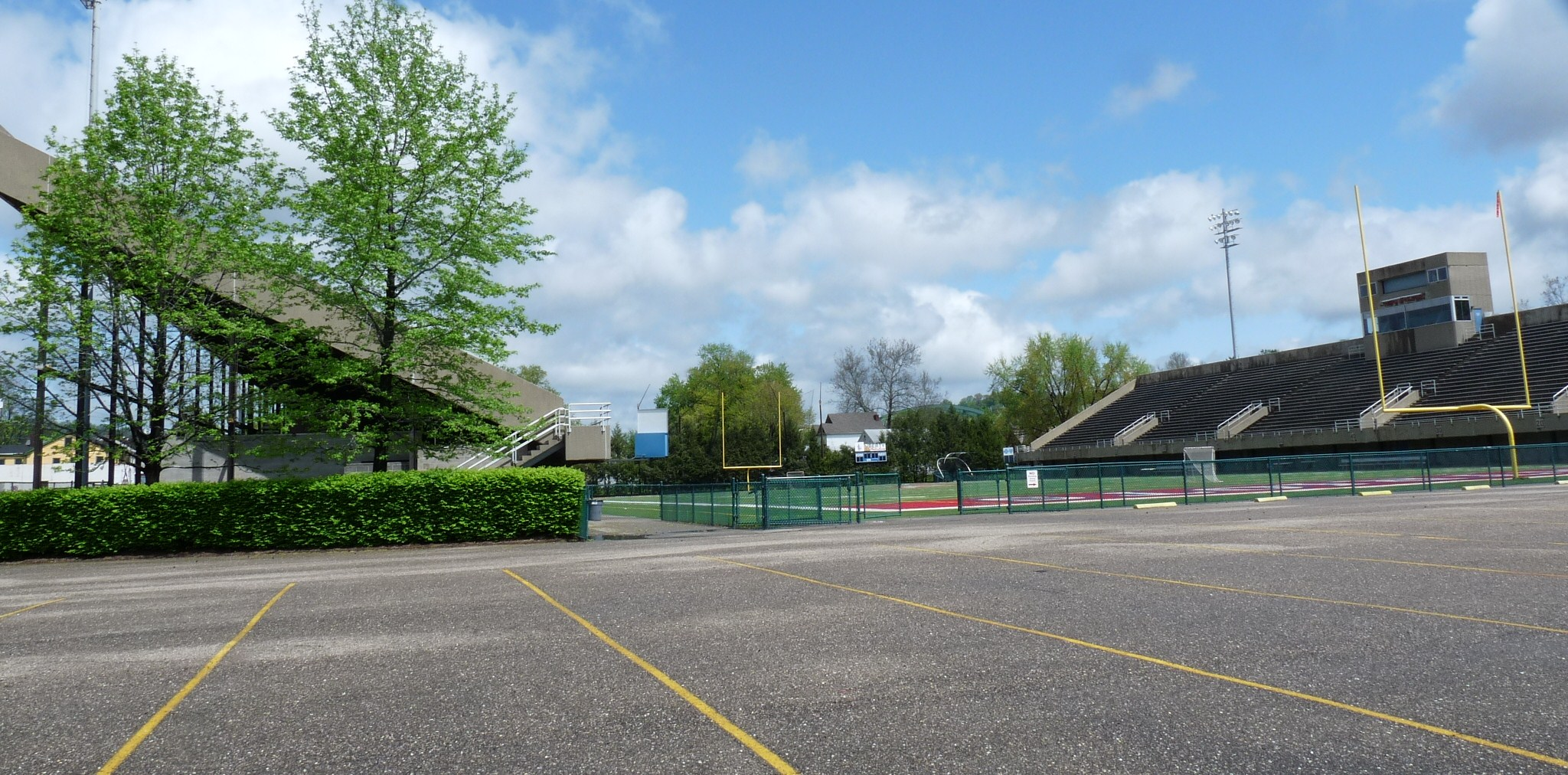
نمایی از ورزشگاه ولینگ ایسلند در سال ۲۰۰۹

ورزشگاه ولینگ ایسلند (به انگلیسی: Wheeling Island Stadium) با ظرفیت ۱۲٬۲۲۰ نفر در شهر ولینگ ایالت ویرجینیای غربی واقع شده‌استو دارای زمین چمن می‌باشد.